# Newcastle-under-Lyme
Newcastle-under-Lyme es una ciudad del distrito de Newcastle-under-Lyme, en el condado de Staffordshire (Inglaterra). Según el censo de 2011, Newcastle-under-Lyme tenía 75 082 habitantes, municipio de Newcastle-under-Lyme tenía 123 871 habitantes.